# Cicibór Duży
Cicibór Duży is een plaats in het Poolse district  Bialski, woiwodschap Lublin. De plaats maakt deel uit van de gemeente Biała Podlaska en telt 540 inwoners.